# Список глав государств в 875 году
Список глав государств в 874 году — 875 год — Список глав государств в 876 году — Список глав государств по годам

## Азия
- Аббасидский халифат — аль-Мутамид, халиф (870—892)
  - Армянский эмират — Ашот I, ишхан (855—885)
  -  Алавиды — Хассан ибн-Зейд, эмир (864—884)
  -  Зийядиды — Ибрагим ибн Мухаммад, эмир (859—902)
  -  Саманиды — Наср ибн Ахмад, эмир (864—892)
  -  Саффариды — Якуб ибн Лейс ас-Саффар, эмир (861—878)
  -  Табаристан (Баванди) — Рустам II, испахбад (867—896)
  -  Хамданиды — Хамдана ибн Хамдун, эмир (868—895)
  - Яфуриды — Мухаммад I ибн Йафур, имам (872—892)
- Абхазское царство — Георгий I, царь (ок. 872 — ок. 878)
- Бохай (Пархэ) — Да Сюаньси, ван (872—894)
- Вайтхали[англ.] — 
  - Павла Тенг Санда, царь[англ.] (849—875)
  - Кала Тенг Санда, царь[англ.] (875—884)
- Грузия —
  - Кахетия — Габриэль, князь[англ.] (861—881)
  - Тао-Кларджети — Баграт I, куроплат (839—876)
  - Тбилисский эмират — Иса бен аш-Шейх аш-Шайбан, эмир (870—876)
- Индия — 
  - Венги (Восточные Чалукья) — Гунага Виджаядитья III, махараджа (849—892)
  - Гурджара-Пратихара — Михра Бходжа I, махараджа (836—890)
  - Западные Ганги — Рашамалла II, махараджа (870—907)
  - Качари[англ.] — Вирочана, царь[англ.] (835—885)
  - Кашмир — Авантиварман, царь[нем.] (855—883)
  - Пала — Нараянапала, царь (855—908)
  - Паллавы (Анандадеша) — Нрипатунгаварман, махараджа (854—879)
  - Пандья — Варагунаварман II, раджа (862—880)
  - Парамара[англ.] — Сияка I, махараджа[англ.] (843—891)
  - Раштракуты — Амогхаварша I, махараджадхираджа (814—878)
  - Чола — Виджаялая, махараджа (848—881)
  - Ядавы (Сеунадеша) — Сеуначандра I, махараджа (870—900)
- Индонезия — 
  - Матарам (Меданг) — Локапала, шри-махараджа (850—890)
  - Сунда — Прабу Гайях Кулон, король (819—891)
- Камарупа — Балаварман III, царь (860—880)
- Караханидское государство — Кул Билга-хан, хан (840—893)
- Китай (Династия Тан) — Си-цзун (Ли Сюань), император (873—888)
- Кхмерская империя (Камбуджадеша) — Рудраварман, император (ок. 860 — 877)
- Наньчжао — Цзинчжуан-хуанди (Мэн Шилун), ван (859—877)
- Паган — Пинбья, король[англ.] (846—878)
- Раджарата (Анурадхапура) — Сена II, король (866—901)
- Силла — 
  - Кёнмун, ван (861—875)
  - Хонган, ван (875—886)
- Тямпа — Индраварман II, князь (ок. 854 — ок. 898)
- Ширван — Хайсам ибн Халид, ширваншах (861—881)
- Япония — Сэйва, император (858—876)

## Африка
- Гао — Конкодьей, дья (ок. 850 — ок. 880)
- Берегватов Конфедерация — Юнус ибн Ильяс, король (ок. 842 — ок. 888)
- Идрисиды — Али ибн Умар ибн Идрис ас-Сагир, халиф Магриба (866—880)
- Ифрикия (Аглабиды) — 
  - Абу-ль-Гараник Мухаммад ибн Ахмад, эмир (864—875)
  - Абу Исхак Ибрахим ибн Ахмад, эмир (875—902)
- Канем — Фуне, маи (ок. 835 — ок. 893)
- Макурия — Георгий I, царь (ок. 870 — ок. 892)
- Некор[англ.] — Саид II ибн Салих, эмир[англ.] (864—916)
- Рустамиды — Мухаммад Абуль-Йакзан ибн Афлах, имам (874—894)
- Сиджильмаса — Маймун ал-Амир, эмир (867—876)
- Тулунидов государство — Ахмед ибн Тулун, эмир (868—884)

## Европа
- Англия — 
  - Восточная Англия — Освальд, король (870—876)
  - Думнония — Донарт, король (865—876)
  - Мерсия — Кёлвульф II, король (874—879)
  - Нортумбрия — Риксиг, король (872—876)
  - Уэссекс — Альфред Великий, король (871—899)
- Блатенское княжество — Коцел, князь (860—876)
- Болгарское царство — Борис I, князь (852—889)
- Венецианская республика — Орсо I Партечипацио, дож (864—881)
- Византийская империя — Василий I Македонянин, император (867—886)
- Восточно-Франкское королевство — Людовик II Немецкий, король (843—876)
  - Бавария — Карломан, король (865—880)
  - Паннонская марка — Арибо, маркграф (871—909)
  - Саксония — Бруно, герцог (866—880)
  - Тюрингия — Ратольф, маркграф (873—880)
- Гасконь — Санш III Митарра, герцог (864 — ок. 893)
- Дания — Зигфрид, король (873—903)
- Западно-Франкское королевство — Карл II Лысый, король (843—877)
  - Аквитания — Людовик II Заика, король (866—879)
  - Ампурьяс — 
    - Суньер II, граф  (862 — 915)
    - Дела, граф  (862—894/895)

  - Ангулем — Вульгрин I, граф (866—886)
  - Барселона — Бернар Готский, граф (864—878)
  - Бретань — 
    - Паскветен, король (874—877)
    - Гурван, король (874—876)
    - Ванн — Паскветен, граф (851—877)
    - Нант — Паскветен, граф (870—877)
    - Ренн — Гурван, граф (?—876)

  - Бретонская марка — Гуго Аббат, маркиз (866—886)
  - Готия — Бернар Готский, маркиз (864—878)
  - Жирона — Бернар Готский, граф (870—878)
  - Каркассон — Олиба II, граф (ок. 865 — 879)
  - Конфлан — Миро I Старый, граф (870—896)
  - Мэн — Гозфрид, граф (865—878)
  - Нормандская марка — Гозфрид, маркиз (865—878)
  - Овернь[англ.] — Бернар II Плантвелю, граф (868—888)
  - Отён — Экхард, граф (872—877)
  - Пальярс и Рибагорса — Рамон I, граф (872—920)
  - Париж — Конрад Черный, граф (866—882)
  - Пуатье — Бернар III Готский, граф (866—878)
  - Руссильон — Бернар Готский, граф (865—878)
  - Руэрг — Эд, граф (872—898)
  - Серданья — Вифред I Волосатый, граф (870—897)
  - Труа — Эд II, граф (871—876)
  - Тулуза — Бернар III Плантвелю, маркграф (872—886)
  - Урхель — Вифред I Волосатый, граф (870—897)
  - Фландрия — Бодуэн I Железная Рука, граф (863—879)
  - Шалон — Экхард, граф (863—877)
- Ирландия — Аэд Финдлиат, верховный король (862—879)
  - Айлех — Аэд Финдлиат, король (ок. 855 — 879)
  - Дублин — 
    - Эйстен, король (873—875)
    - Хальфдан, король (875 — 877)

  - Коннахт — Конхобар I, король (848—882)
  - Лейнстер — Домналл, король (871—884)
  - Миде — Доннхад мак Эохокайн, король (864—877)
  - Мунстер — Доннхад I, король (872—888)
  - Ольстер — Айнбих мак Аэдо, король (873—882)
- Испания —
  - Арагон — Аснар II Галиндес, граф (867—893)
  - Астурия — Альфонсо III Великий, король (866—910)
    - Алава — Вела Хименес, граф (870—883)
    - Кастилия — Диего Родригес Порселос, граф (873—885)

  - Кордовский эмират — Мухаммад I, эмир (852—886)
  - Наварра — Гарсия I Иньигес, король (851/852—882)
- Италия —
  - Беневенто — Адельхиз, князь (854—878)
  - Гаэта — Марин I, консул[англ.] (866—890)
  - Капуя — Ландульф II, князь (863—879)
  - Неаполь — Сергий II, герцог (870—877)
  - Салерно — Гвефер, князь (861—880)
- Критский эмират — Саид I, эмир (841—880)
- Лотарингия — 
  - Карл II Лысый, король (869—877)
  - Людовик II Немецкий, король (870—876)
  - Верхняя Бургундия — Конрад, маркграф (864—876)
  - Эно (Геннегау) — Ангерран I, граф (870—880)
- Моравия Великая — Святополк I, князь (870—894)
  - Чехия — Борживой I, князь (ок. 872 — ок. 892)
- Новгородское княжество — Рюрик, князь (862—879)
- Норвегия — Харальд I Прекрасноволосый, король (872—930)
- Паннонская Хорватия — Светимир, князь (838 — ок. 880)
- Папская область — Иоанн VIII, папа римский (872—882)
- Португалия — Лусидиу Вимаранеш, граф (873—895)
- Приморская Хорватия — Домагой, герцог (864—876)
- Прованс (Нижняя Бургундия) — 
  - Людовик II, король (863—875)
  - Карл II Лысый, король (875—877)
  - Вьенн — Бозон Вьеннский, граф (871—887)
- Сербия — Мутимир, князь (ок. 851 — 891)
- Италийское королевство — 
  - Людовик II, король Италии, император Запада (855—875)
  - Карл II Лысый, король Италии, император Запада (875 — 877)
  - Сполето — Суппо III, герцог (871—876)
  - Тосканская марка — Адальберт I, маркграф (846—886)
  - Фриульская марка — Беренгар I, маркграф (874—924)
- Уэльс —
  - Брихейниог — Элисед I, король (840—885)
  - Гвент — Фернвайл III ап Мейриг, король (860—880)
  - Гвинед — Родри ап Мервин, король (844—878)
  - Гливисинг — Хивел ап Рис, король (856—886)
  - Сейсиллуг — Каделл ап Родри, король (872—909)
- Хазарский каганат — 
  - Исаак, бек (ок. 870 — ок. 875)
  - Завулон, бек (ок. 875 — ок. 880)
- Швеция — Эрик Анундсон, конунг (ок. 867 — 882)
- Шотландия —
  - Альба — Константин I, король (862—877)
  - Стратклайд (Альт Клуит) — Рун ап Артгал, король (872—878)

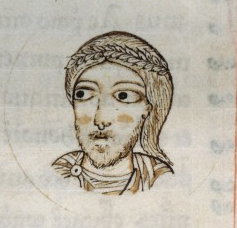
Людовик II 855—875 Император Запада
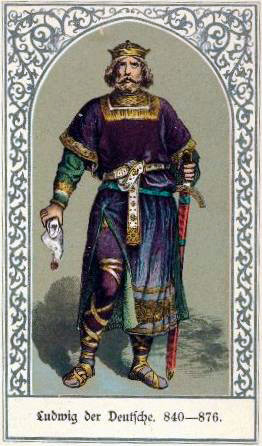
Людовик II Немецкий 843—876 Король Восточно-Франкского королевства
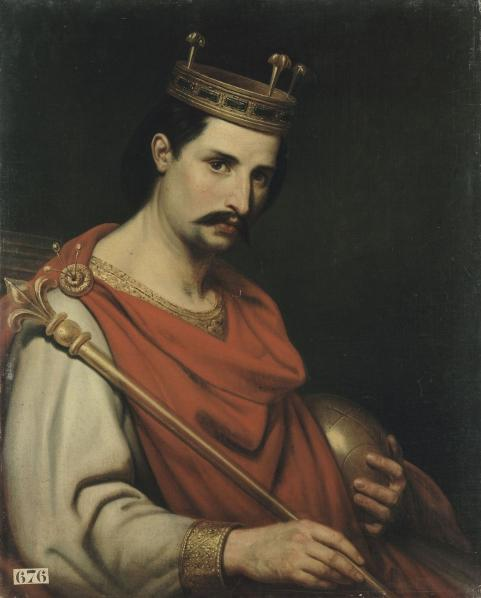
Карл II Лысый 843—877 Король Западно-Франкского королевства
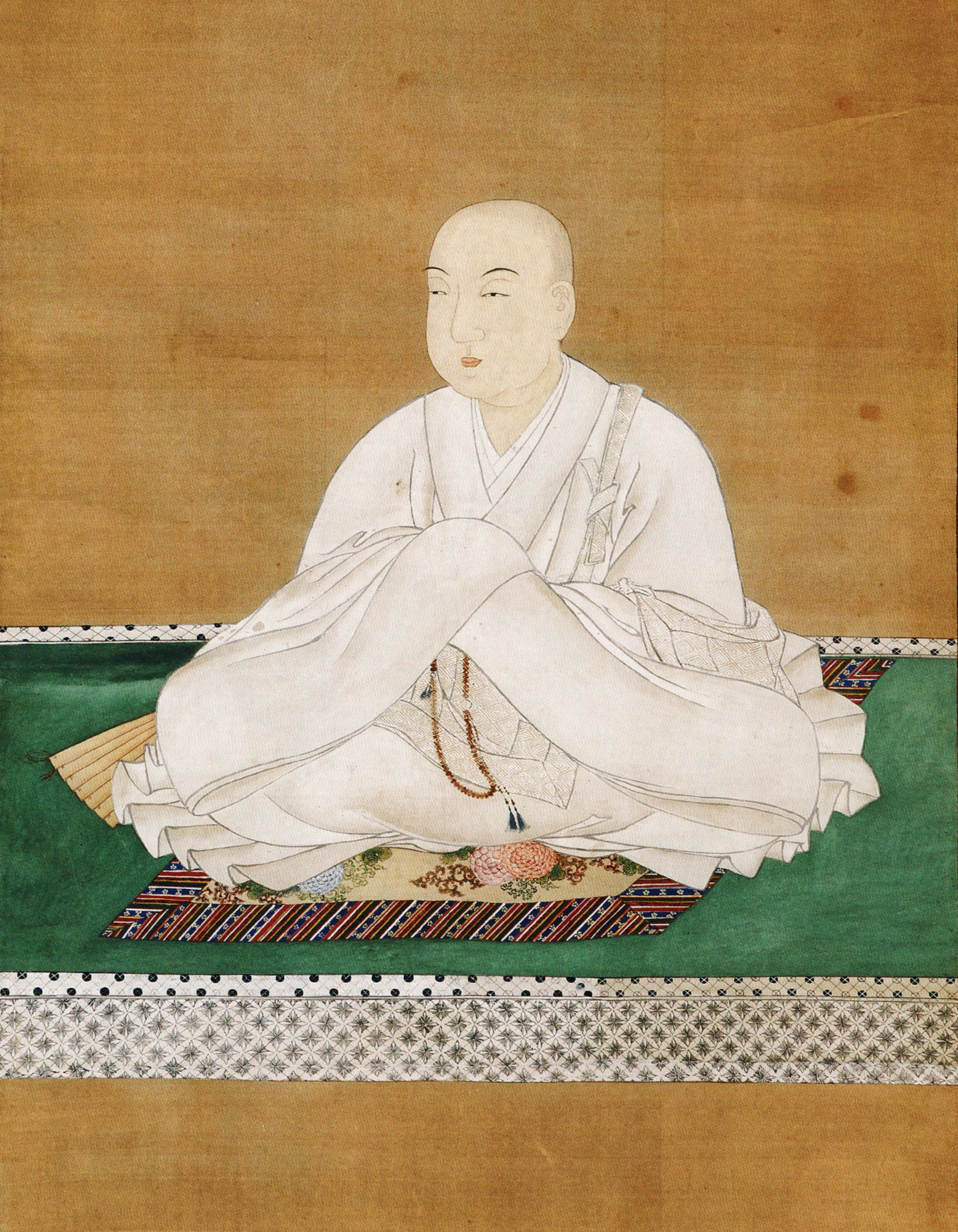
Сэйва 858—876 Император Японии
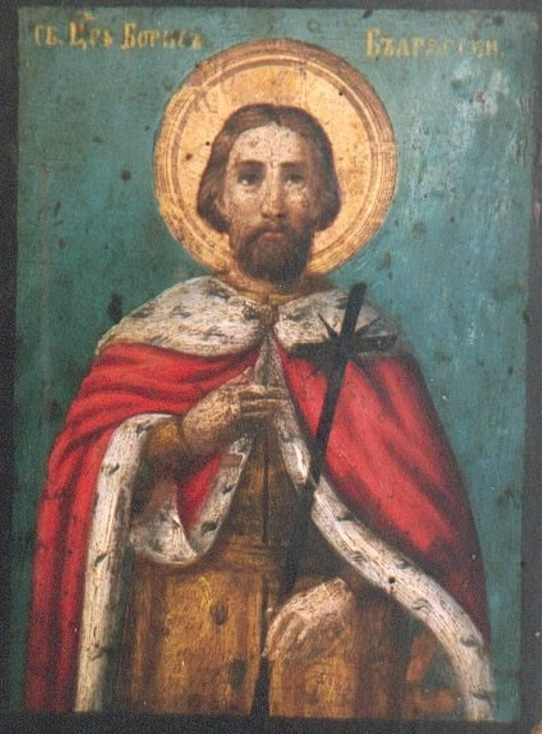
Борис I 852—889 Князь Болгарии
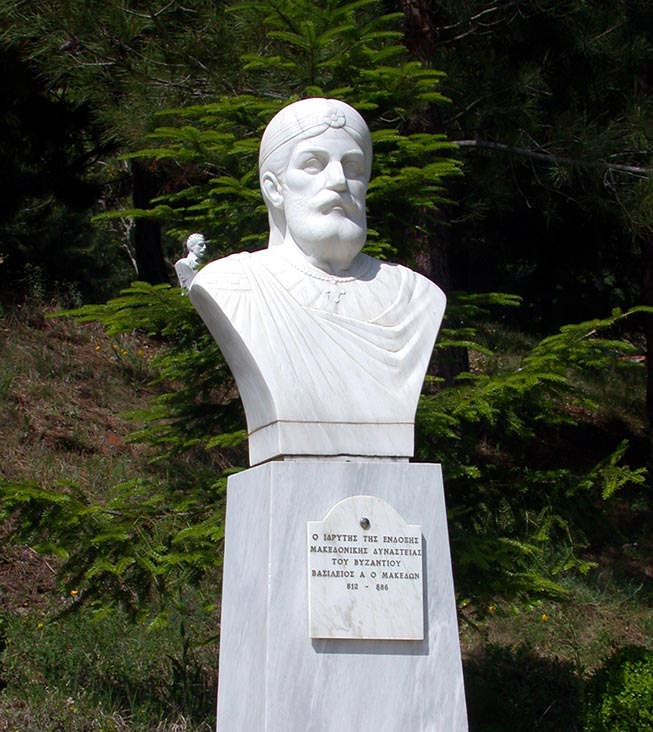
Василий I 867—886 Император Византии
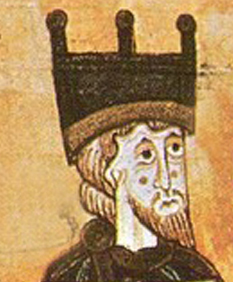
Альфонсо III Великий 866—910 Король Астурии
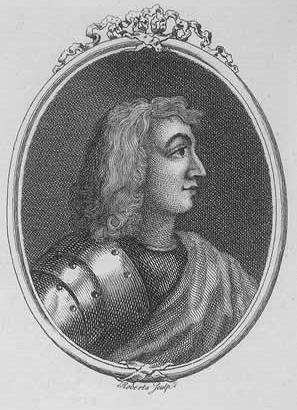
Константин  I 862—877 Король Шотландии
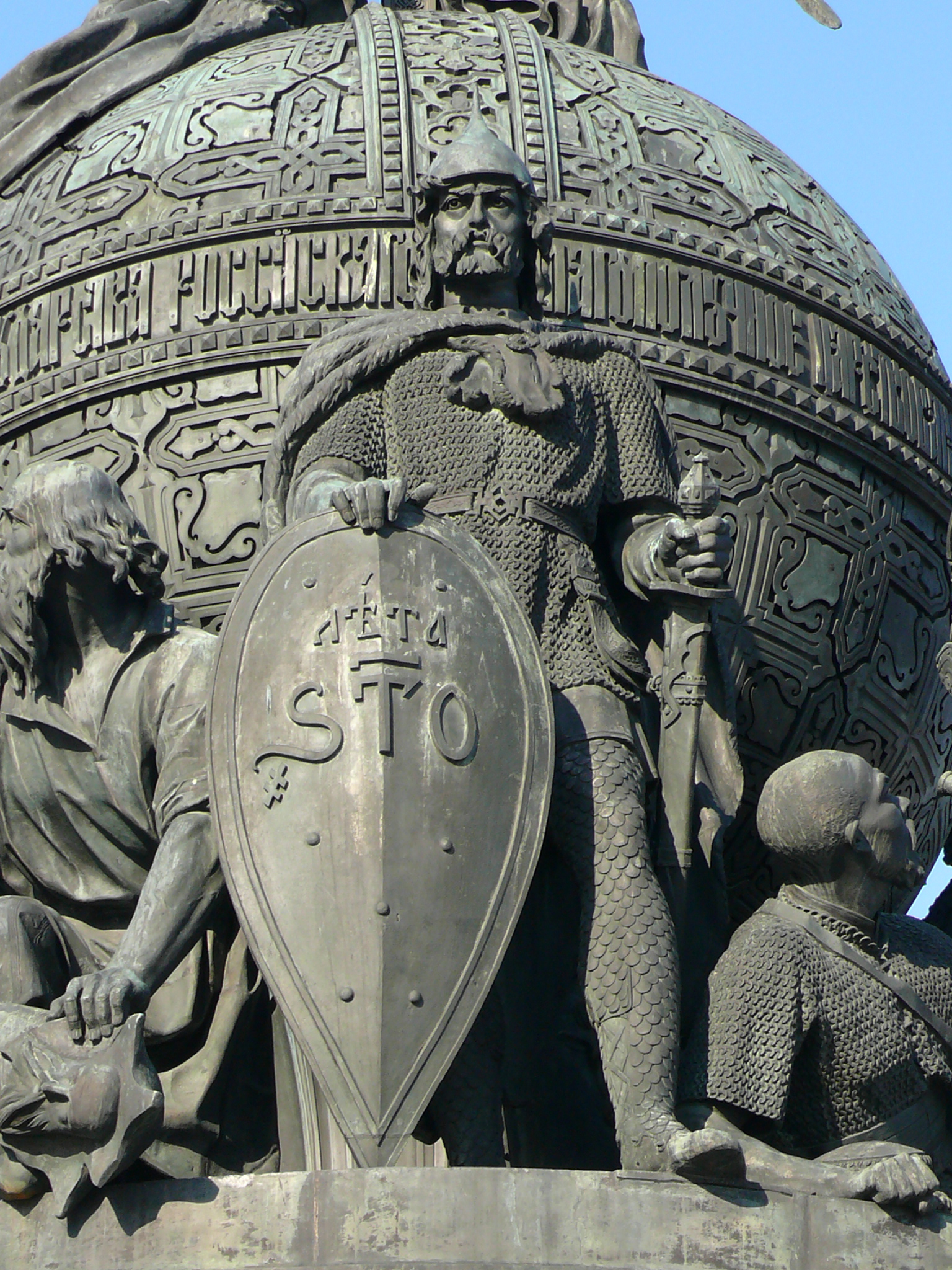
Рюрик 862—879 Князь Новгородский
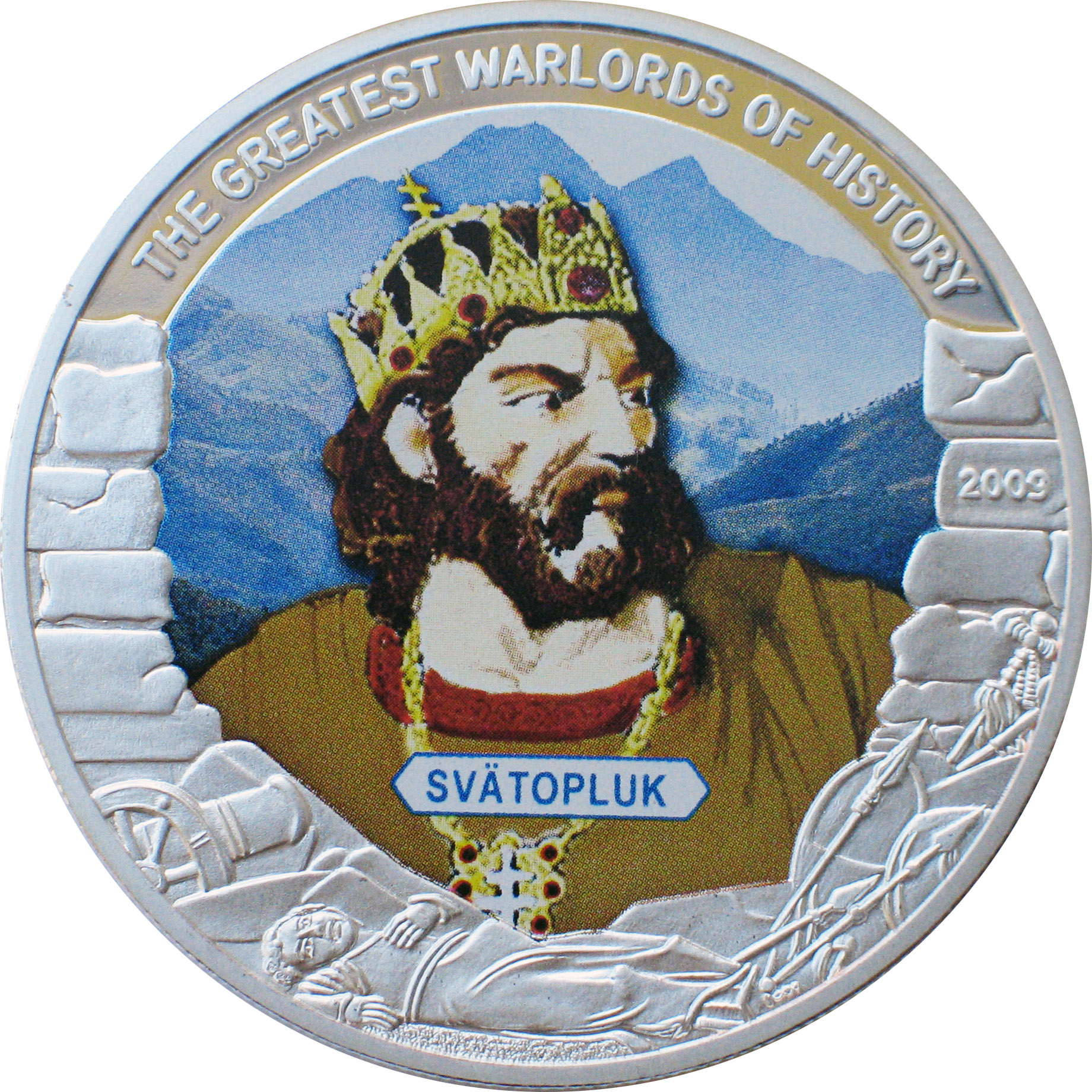
Святополк 870—894 Князь Великой Моравии
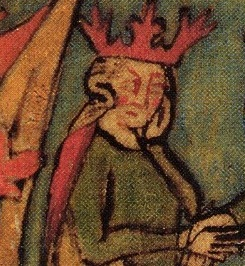
Харальд I Прекрасноволосый 872—930 Король Норвегии
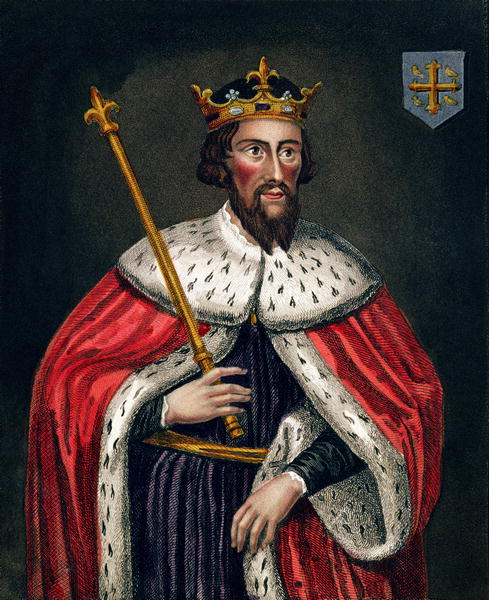
Альфред Великий 871—899 Король Уэссекса
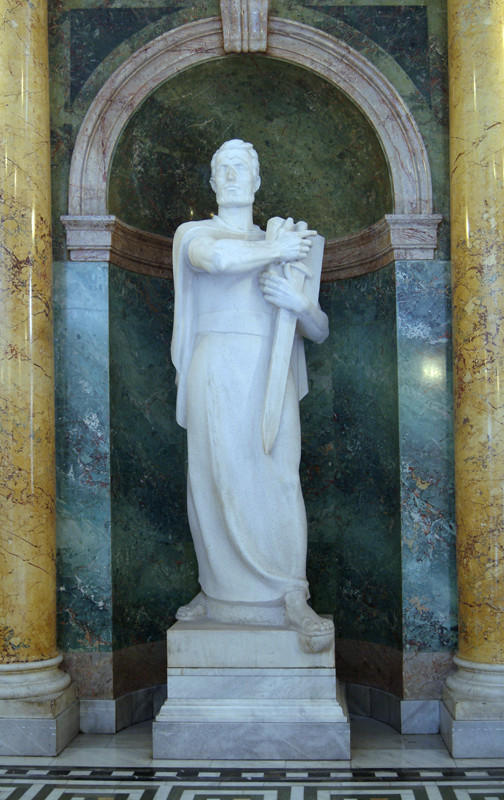
Коцел 860—876 Князь Блатенского княжества
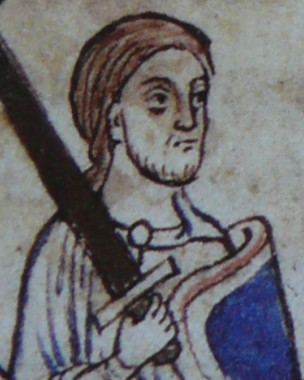
Бруно 866—880 Герцог Саксонии
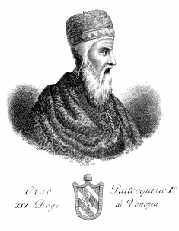
Орсо I Партечипацио 865—881 Дож Венеции
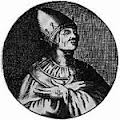
Иоанн VIII 873—882 Папа римский